# زنمة
الزنمة هي القطعة البارزة من الأذن الخارجية أمام الصيوان وتبرز باتجاه الخلف فوق قناة الأذن.

## معرض صور

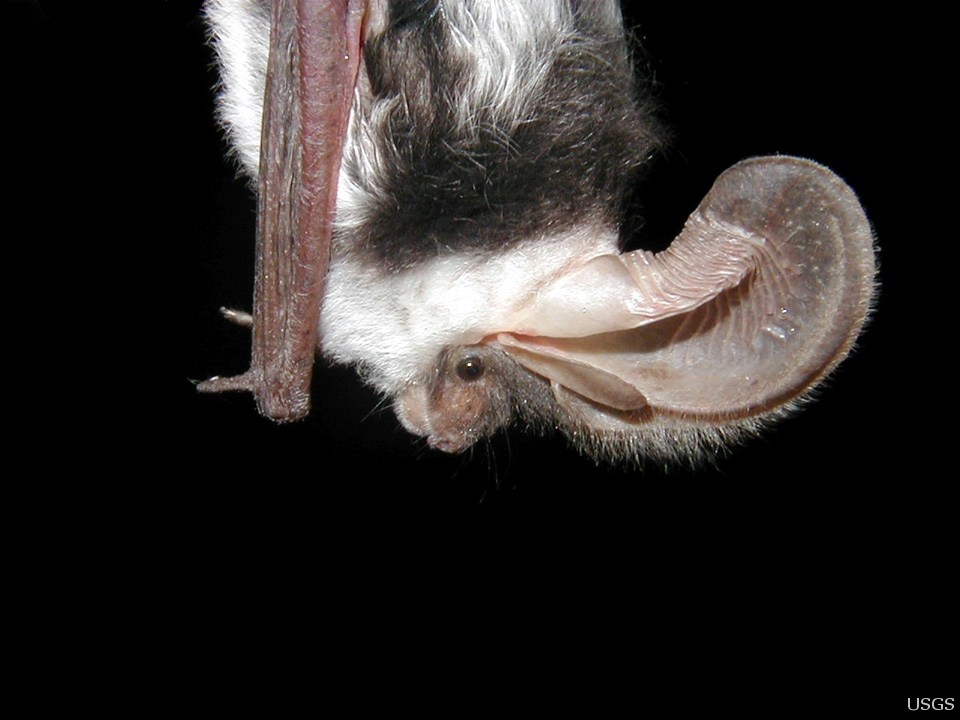
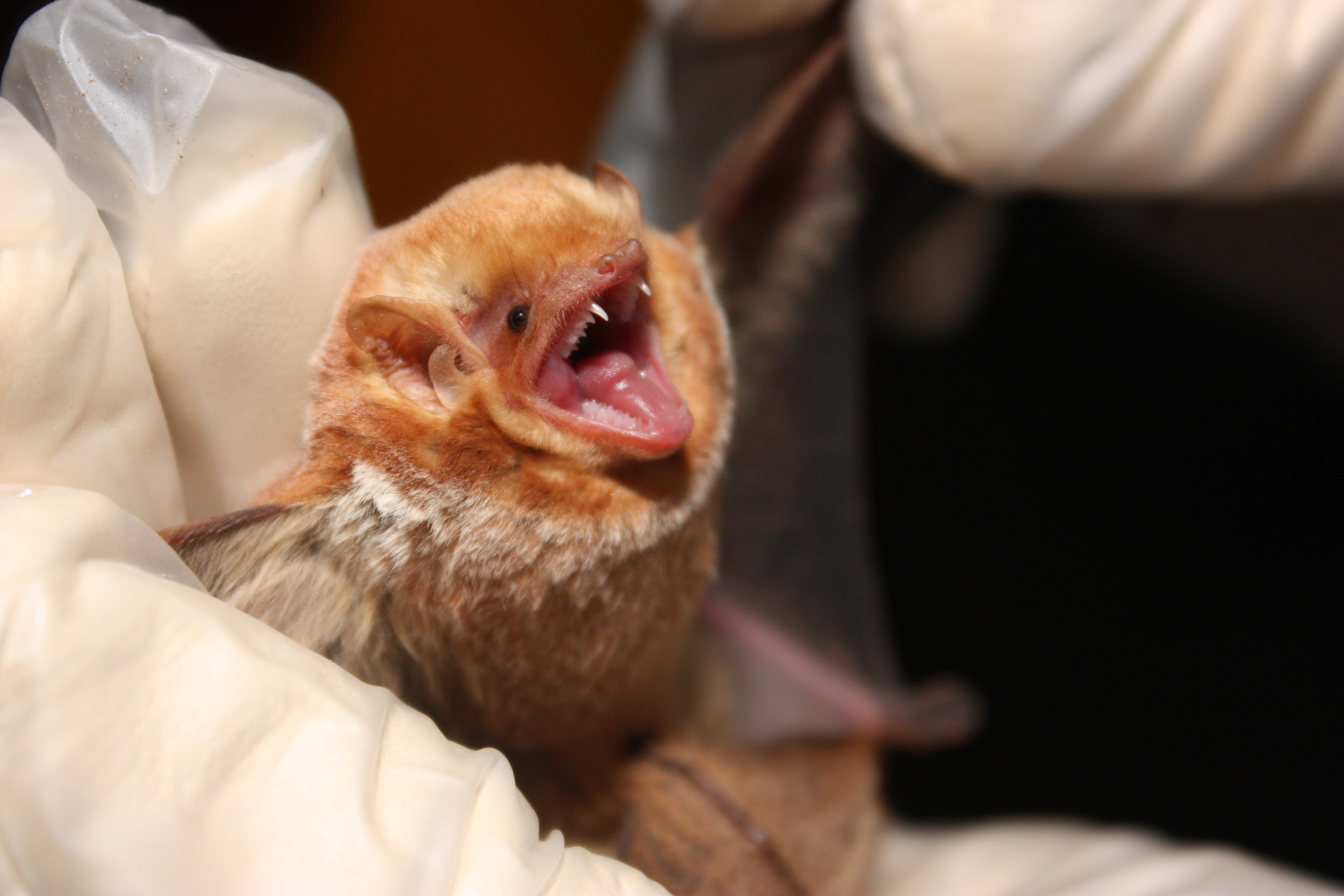
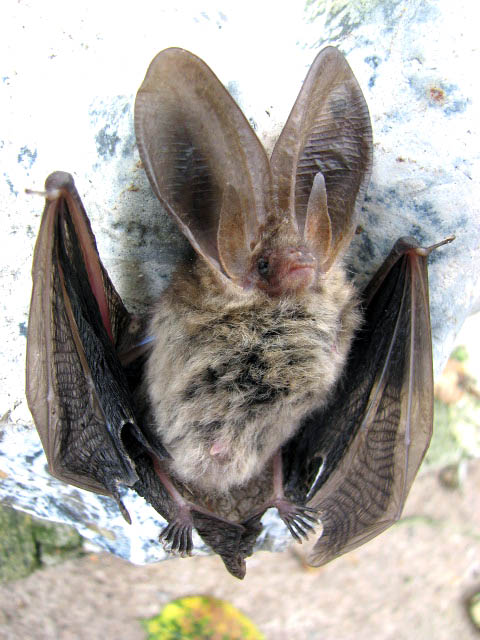

## الزنمة في اللغة
| زنمة | زَنَمَتا الأُذن هنتان تليان الشحمة وتقابلان الوَتَرَةَ وزَنَمَتا القُوقِ وزُنْمتاه. | زنمة |

| زنمة | وزَنَمَتا الأذن: هَنَتَان تليان الشّحمة وتقابلان الوترة. | زنمة |

| زنمة | زَنَمَتا الأُذُنِ: زَائِدَتانِ تَلِيانِ الشَّحْمَةَ وَتُقابِلانِ الوَتَرَةَ. | زنمة |

| زنمة | زنمتا الأذن: شيئان يليان الشحمة ويقابلان الوترة. | زنمة |